# Distanza di Fraunhofer
La distanza di Fraunhofer, così chiamata in onore del fisico tedesco Joseph von Fraunhofer, vale:
{\displaystyle r={{2D^{2}} \over {\lambda }}},
dove D è la dimensione massima dell'elemento radiativo (o il diametro dell'antenna) e {\displaystyle {\lambda }} è la lunghezza d'onda dell'onda elettromagnetica. Questa distanza, considerata a partire dall'antenna, indica il confine tra la regione di campo vicino e la regione di campo lontano. Studiare le prestazioni dell'antenna in regime di campo lontano è solitamente vantaggioso, in quanto è possibile apportare notevoli semplificazioni alle relazioni che definiscono analiticamente il campo elettromagnetico associato all'antenna.